# Encastellament
L'encastellament era el procés de concentració de la població al costat dels castells. Cal relacionar-ho amb el procés de feudalització que hi hagué al segle xi ja que principalment es feia per la pressió dels senyors feudals.
A Itàlia, ha rebut, des de fa anys, el nom d'incastellamento, i alguns historiadors occitans l'han anomenat encastelament.
Aquest procés comportà molt sovint l'abandonament d'un hàbitat semidispers anterior i la construcció d'un nou poble en un indret encimbellat. De fet, però, no podem considerar qualsevol encimbellament com un encastellament.
A banda de possibles factors externs, motivadors d'inseguretat, la causa principal que portà la gent a fer un nou poble a redós de la fortificació fou la pressió del senyor del lloc.
Aquest poble castral, molt sovint nou, era clos per un mur o una muralla. Cal assenyalar també que, a la Catalunya Nova, de vegades es confon el procés de creació de vilanoves i de pobles amb una carta de franquesa amb la constitució de vilatges castrals, que podem considerar que foren creats arran d'un procés d'encastellament.
Mentre a Itàlia trobem que hi hagué el procés d'encastellament en una data propera a l'any 1000, a Catalunya el procés començà cap a l'any 1000 i continuà al llarg dels segles següents. Trobem pobles castrals a totes les comarques. Amb tot, són predominants a la Catalunya Nova.
Les excavacions arqueològiques que s'han dut a terme a la Toscana, sota la direcció de Riccardo Francovich, per exemple a Montarrenti o a la Rocca San Silvestro, han fet que calgui modificar la proposta que va plantejar Pierre Toubert l'any 1973. En aquests jaciments i en d'altres, s'ha pogut comprovar que alguns dels vilatges que eren fortificats vers l'any 1000 no es feren en llocs deshabitats, sinó en indrets habitats des de molt abans. Al lloc de Montarrenti es va poder comprovar que, abans del poble encastellat, hi havia un clos de muralles de l'època carolíngia i les restes d'uns habitatges i, fins i tot, s'hi excavaren testimonis d'un conjunt de cases de fusta fetes anteriorment.